# كارولينا وايت
كارولينا وايت (بالإنجليزية: Carolina White)‏ هي مغنية أوبرا وممثلة أمريكية، ولدت في 23 مايو 1886 في بوسطن في الولايات المتحدة، وتوفيت في 5 أكتوبر 1961 في روما في إيطاليا.

## وصلات خارجية
- كارولينا وايت على موقع IMDb (الإنجليزية)
- كارولينا وايت على موقع قاعدة بيانات الفيلم (الإنجليزية)